# Scleropactes zeteki
Scleropactes zeteki is een pissebed uit de familie Scleropactidae. De wetenschappelijke naam van de soort is voor het eerst geldig gepubliceerd in 1926 door Willard Gibbs Van Name.